# Thedinghausen
Thedinghausen (Thänhusen en bas allemand) est une ville allemande de Basse-Saxe.

## Géographie

### Quartiers
- Ahsen-Oetzen, Beppen, Dibbersen, Donnerstedt, Eißel, Holtorf, Horstedt, Lunsen, Morsum, Oenigstedt, Werder, Wulmstorf.